# Liste des titres musicaux numéro un en Allemagne en 2014
Cette page liste les titres numéro un dans les meilleures ventes de disques en Allemagne pour l'année 2014 selon Media Control Charts.
Les classements sont issus des 100 meilleures ventes de singles et des 100 meilleures ventes d'albums. Ils se déroulent du vendredi au jeudi, et sont publiés le mardi par l'industrie musicale allemande.

## Classement des singles
| №  | Date         | Artiste                                 | Titre                                           |
| -- | ------------ | --------------------------------------- | ----------------------------------------------- |
| 1  | 3 janvier    | Pitbull feat. Kesha                     | Timber                                          |
| 2  | 10 janvier   | Pitbull feat. Kesha                     | Timber                                          |
| 3  | 17 janvier   | Pharrell Williams                       | Happy                                           |
| 4  | 24 janvier   | Pharrell Williams                       | Happy                                           |
| 5  | 31 janvier   | Pharrell Williams                       | Happy                                           |
| 6  | 7 février    | Pharrell Williams                       | Happy                                           |
| 7  | 14 février   | Pharrell Williams                       | Happy                                           |
| 8  | 21 février   | Pharrell Williams                       | Happy                                           |
| 9  | 28 février   | Mr Probz                                | Waves                                           |
| 10 | 7 mars       | Pharrell Williams                       | Happy                                           |
| 11 | 14 mars      | Pharrell Williams                       | Happy                                           |
| 12 | 21 mars      | Mr Probz                                | Waves                                           |
| 13 | 28 mars      | Mr Probz                                | Waves                                           |
| 14 | 4 avril      | Mr Probz                                | Waves                                           |
| 15 | 11 avril     | Clean Bandit feat. Jess Glynne          | Rather Be                                       |
| 16 | 18 avril     | Clean Bandit feat. Jess Glynne          | Rather Be                                       |
| 17 | 25 avril     | Clean Bandit feat. Jess Glynne          | Rather Be                                       |
| 18 | 2 mai        | Clean Bandit feat. Jess Glynne          | Rather Be                                       |
| 19 | 9 mai        | Andreas Bourani                         | Auf uns                                         |
| 20 | 16 mai       | Aneta Sablik (de)                       | The One                                         |
| 21 | 23 mai       | Cro                                     | Traum                                           |
| 22 | 30 mai       | Cro                                     | Traum                                           |
| 23 | 6 juin       | Cro                                     | Traum                                           |
| 24 | 13 juin      | Cro                                     | Traum                                           |
| 25 | 20 juin      | Lilly Wood and the Prick & Robin Schulz | Prayer in C                                     |
| 26 | 27 juin      | Lilly Wood and the Prick & Robin Schulz | Prayer in C                                     |
| 27 | 4 juillet    | Lilly Wood and the Prick & Robin Schulz | Prayer in C                                     |
| 28 | 11 juillet   | Lilly Wood and the Prick & Robin Schulz | Prayer in C                                     |
| 29 | 18 juillet   | Lilly Wood and the Prick & Robin Schulz | Prayer in C                                     |
| 30 | 25 juillet   | Andreas Bourani                         | Auf uns                                         |
| 31 | 1er août     | Marlon Roudette                         | When the Beat Drops Out                         |
| 32 | 8 août       | Marlon Roudette                         | When the Beat Drops Out                         |
| 33 | 15 août      | David Guetta feat. Sam Martin           | Lovers On The Sun                               |
| 34 | 22 août      | David Guetta feat. Sam Martin           | Lovers On The Sun                               |
| 35 | 29 août      | David Guetta feat. Sam Martin           | Lovers On The Sun                               |
| 36 | 5 septembre  | David Guetta feat. Sam Martin           | Lovers On The Sun                               |
| 37 | 12 septembre | David Guetta feat. Sam Martin           | Lovers On The Sun                               |
| 38 | 19 septembre | David Guetta feat. Sam Martin           | Lovers On The Sun                               |
| 39 | 26 septembre | David Guetta feat. Sam Martin           | Lovers On The Sun                               |
| 40 | 3 octobre    | The Avener                              | Fade Out Lines                                  |
| 41 | 10 octobre   | Meghan Trainor                          | All About That Bass                             |
| 42 | 17 octobre   | Meghan Trainor                          | All About That Bass                             |
| 43 | 24 octobre   | Meghan Trainor                          | All About That Bass                             |
| 44 | 31 octobre   | Meghan Trainor                          | All About That Bass                             |
| 45 | 7 novembre   | Meghan Trainor                          | All About That Bass                             |
| 46 | 14 novembre  | Meghan Trainor                          | All About That Bass                             |
| 47 | 21 novembre  | David Guetta feat. Sam Martin           | Dangerous                                       |
| 48 | 28 novembre  | David Guetta feat. Sam Martin           | Dangerous                                       |
| 49 | 5 décembre   | Band Aid 30 Germany                     | Do They Know It’s Christmas? (Deutsche Version) |
| 50 | 12 décembre  | Band Aid 30 Germany                     | Do They Know It’s Christmas? (Deutsche Version) |
| 51 | 19 décembre  | David Guetta feat. Sam Martin           | Dangerous                                       |
| 52 | 26 décembre  | David Guetta feat. Sam Martin           | Dangerous                                       |

## Classement des albums
| №  | Date         | Artiste                     | Titre                                     |
| -- | ------------ | --------------------------- | ----------------------------------------- |
| 1  | 3 janvier    | Helene Fischer              | Farbenspiel                               |
| 2  | 10 janvier   | Helene Fischer              | Farbenspiel                               |
| 3  | 17 janvier   | Helene Fischer              | Farbenspiel                               |
| 4  | 24 janvier   | Bruce Springsteen           | High Hopes                                |
| 5  | 31 janvier   | Peter Maffay                | Wenn das so ist                           |
| 6  | 7 février    | Peter Maffay                | Wenn das so ist                           |
| 7  | 14 février   | Marteria                    | Zum Glück in die Zukunft II               |
| 8  | 21 février   | Broilers                    | Noir                                      |
| 9  | 28 février   | Bushido                     | Sonny Black                               |
| 10 | 7 mars       | Wolfgang Petry              | Einmal noch!                              |
| 11 | 14 mars      | Helene Fischer              | Farbenspiel                               |
| 12 | 21 mars      | Helene Fischer              | Farbenspiel                               |
| 13 | 28 mars      | Farid Bang                  | Killa                                     |
| 14 | 4 avril      | Helene Fischer              | Farbenspiel                               |
| 15 | 11 avril     | Helene Fischer              | Farbenspiel                               |
| 16 | 18 avril     | Die Toten Hosen             | Der Krach der Republik                    |
| 17 | 25 avril     | Jan Delay                   | Hammer & Michel                           |
| 18 | 2 mai        | Helene Fischer              | Farbenspiel                               |
| 19 | 9 mai        | Westernhagen                | Alphatier                                 |
| 20 | 16 mai       | Fantasy                     | Eine Nacht im Paradies                    |
| 21 | 23 mai       | Kollegah                    | King                                      |
| 22 | 30 mai       | Coldplay                    | Ghost Stories                             |
| 23 | 6 juin       | Compilation                 | Sing meinen Song – Das Tauschkonzert (de) |
| 24 | 13 juin      | KC Rebell                   | Rebellution                               |
| 25 | 20 juin      | Cro                         | Melodie                                   |
| 26 | 27 juin      | Linkin Park                 | The Hunting Party                         |
| 27 | 4 juillet    | Ed Sheeran                  | x                                         |
| 28 | 11 juillet   | Compilation                 | Sing meinen Song – Das Tauschkonzert      |
| 29 | 18 juillet   | Compilation                 | Sing meinen Song – Das Tauschkonzert      |
| 30 | 25 juillet   | Rise Against                | The Black Market                          |
| 31 | 1er août     | Andrea Berg                 | Atlantis – Live 2014                      |
| 32 | 8 août       | Die Amigos                  | Sommerträume                              |
| 33 | 15 août      | Beatsteaks                  | Beatsteaks                                |
| 34 | 22 août      | Helene Fischer              | Farbenspiel                               |
| 35 | 29 août      | Accept                      | Blind Rage                                |
| 36 | 5 septembre  | Helene Fischer              | Farbenspiel                               |
| 37 | 12 septembre | Niedeckens BAP              | Das Märchen vom gezogenen Stecker – live  |
| 38 | 19 septembre | Majoe (de)                  | Breiter als der Türsteher                 |
| 39 | 26 septembre | Kraftklub                   | In Schwartz                               |
| 40 | 3 octobre    | Clueso                      | Stadtrandlichter                          |
| 41 | 10 octobre   | 257ers                      | Boomshakkalakka                           |
| 42 | 17 octobre   | Sunrise Avenue              | Fairytales – Best of 2006–2014            |
| 43 | 24 octobre   | Shindy                      | FVCKB!TCHE$GETMONE¥                       |
| 44 | 31 octobre   | Farin Urlaub Racing Team    | Faszination Weltraum                      |
| 45 | 7 novembre   | Die Fantastischen Vier      | Rekord                                    |
| 46 | 14 novembre  | Udo Jürgens und seine Gäste | Mitten im Leben - Das Tribute Album       |
| 47 | 21 novembre  | Pink Floyd                  | The Endless River                         |
| 48 | 28 novembre  | Kool Savas                  | Märtyrer                                  |
| 49 | 5 décembre   | Herbert Grönemeyer          | Dauernd jetzt                             |
| 50 | 12 décembre  | AC/DC                       | Rock or Bust                              |
| 51 | 19 décembre  | Helene Fischer              | Farbenspiel                               |
| 52 | 26 décembre  | Unheilig                    | Gipfelstürmer                             |

## Hit-Parade de l'année
| Singles | Albums |
| --- | --- |
| 1. Helene Fischer – Atemlos durch die Nacht 2. Pharrell Williams – Happy 3. Mr Probz – Waves 4. Andreas Bourani – Auf uns 5. Mark Forster feat. Sido – Au revoir 6. Lilly Wood and the Prick & Robin Schulz – Prayer in C 7. Clean Bandit feat. Jess Glynne – Rather Be 8. Ed Sheeran – I See Fire 9. Cro – Traum 10. OneRepublic – Love Runs Out 11. Katy Perry feat. Juicy J – Dark Horse 12. Meghan Trainor – All About That Bass 13. Marlon Roudette – When the Beat Drops Out 14. David Guetta feat. Sam Martin – Lovers on the Sun 15. George Ezra – Budapest 16. John Legend – All of Me 17. Calvin Harris – Summer 18. Nico & Vinz – Am I Wrong 19. Pitbull feat. Kesha – Timber 20. Kiesza – Hideaway | 1. Helene Fischer – Farbenspiel 2. AC/DC – Rock or Bust 3. Pink Floyd – The Endless River 4. Compilation – Sing meinen Song – Das Tauschkonzert (de) 5. Herbert Grönemeyer – Dauernd jetzt 6. Peter Maffay – Wenn das so ist 7. Kollegah – King 8. Helene Fischer – Best Of 9. Ed Sheeran – X 10. Unheilig – Gipfelstürmer 11. Cro – Melodie 12. Andreas Gabalier – Home Sweet Home 13. Coldplay – Ghost Stories 14. Santiano – Mit den Gezeiten 15. Unheilig – Alles hat seine Zeit – Best of Unheilig 1999–2014 16. Sunrise Avenue – Fairytales – Best of 2006–2014 17. Linkin Park – The Hunting Party 18. Udo Jürgens – Mitten im Leben 19. Adel Tawil – Lieder 20. Compilation – Sing meinen Song – Das Weihnachtskonzert (de) |